# IC 2276
IC 2276 је ознака објекта на координатама са ректансцензијом 8h 18m 29,3s и деклинацијом + 18° 28" 40'. Открио га је Макс Волф, 13. фебруара 1901. Каснијим посматрањима на том положају није уочен никакав астрономски објекат.